# Лу Цзян
Лу Цзян (кит. упр. 路姜, пиньинь Lù Jiāng; 30 июня 1981, Пекин) — китайский футболист, полузащитник, в настоящее время выступающий за любительскую команду «Аньхой Хэфэй Гуйгуань».
Выступал за национальную сборную Китая по футболу.

## Карьера

### Клубная
Лу Цзян начал профессиональную карьеру в клубе «Бэйцзин Гоань» в 2000 году и практически сразу зарекомендовал себя как подающий надежды полузащитник, который первоначально выступал в молодёжной команде. Игрок прогрессировал, однако до 2002 года не мог стать футболистом основного состава, пока новый главный тренер клуба Любко Петрович не стал ставить Лу в основу. С этого периода Лу Цзян стал одним из ключевых игроков команды, однако «Бэйцзин Гоань» долгое время не был топ-клубом и не боролся за чемпионство. В 2005 году с новым главным тренером Шэнь Сянфу Лу перестал попадать в основу, а по окончании сезона стал игроком резервной команды. Только с приходом корейского тренера Ли Чжан Су в 2007 году он получил больше игрового времени. Лу наигрывался как правый полузащитник, а после окончания карьеры Чжан Шуая по окончании сезона 2008 года Ли Цзян стал основным правым полузащитником. Это случилось даже несмотря на восьмиматчевую дисквалификацию, которая последовала после драки с Ли Вэйфэном в матче 27 сентября 2008 года против команды «Ухань Оптикс Вэлли». Из-за того, что на позиции правого полузащитника в команде выступал Чжоу Тин, Лу Цзян получал достаточно игрового времени, а также помог команде в 2009 году завоевать титул чемпиона Китая. В сезоне 2011 года Лу Цзян практически перестал выходить на поле и решил уйти из команды. Вторым в карьере клубом стал представляющий второй дивизион «Хунань Биллоуз», за который игрок был заявлен перед началом сезона 2012 года. С 2013 года выступает за другой клуб второго дивизиона «Пекин Баси».

### Международная
Международная карьера игрока началась с вызова в молодёжную сборную Китая до 23 лет, где он хорошо себя проявил и получил шанс сыграть за национальную сборную. 7 декабря 2002 года дебютировал в сборной Китая в товарищеском матче против команды Сирии, в котором китайская сборная одержала победу со счётом 3:1.

## Достижения
«Бэйцзин Гоань» :
- Чемпион Китая : 2009
- Обладатель Кубка Китайской футбольной ассоциации : 2003
- Обладатель Суперкубка Китайской футбольной ассоциации : 2003